# Elise Estrada
Elise Estrada (* 30. července 1987, Marikina, Filipíny) je kanadská zpěvačka a herečka filipínského původu. Narodila se na Filipínách. Když měla Elise 4 roky, přestěhovala se její rodina do Kanady. Její první úspěch na profesionální dráze ji potkal v roce 2007, kdy zvítězila v pěvecké soutěži na místním populárním rádiu ve Vancouveru.